# Wapen van de Nederlandse Antillen
Het wapen van de Nederlandse Antillen werd op 23 oktober 1964 in gebruik genomen.
Het wapen toonde een schild dat gekroond wordt door de kroon van de Nederlandse vorsten. Op een gouden achtergrond waren zes blauwe sterren geplaatst. Deze sterren stonden voor de zes eilanden van de Nederlandse Antillen en werden ook afgebeeld in de vlag van de Nederlandse Antillen. Onder het schild stond op een lint het motto Libertate Unanimus ("In Vrijheid Verenigd").

De beschrijving luidt: 
In goud vijf sterren van azuur, geplaatst twee, één en twee; het schild omzoomd van keel en gedekt met de Koninklijke Kroon. Wapenspreuk "LIBERTATE UNANIMUS" met latijnse letters van azuur op een lint van goud.
Het wapen werd gewijzigd op 1 januari 1986, de dag dat Aruba een status aparte binnen het Koninkrijk der Nederlanden verwierf en daardoor geen deel meer uitmaakte van de Nederlandse Antillen. Het wapen met zes sterren werden vervangen door een met vijf sterren.
Het wapen was in gebruik tot 10 oktober 2010, toen de Nederlandse Antillen als land binnen het Koninkrijk der Nederlanden werd opgeheven.